# Neundorfer Vorstadt
Die Neundorfer Vorstadt ist ein Stadtteil von Plauen im Stadtgebiet West.

## Geographie

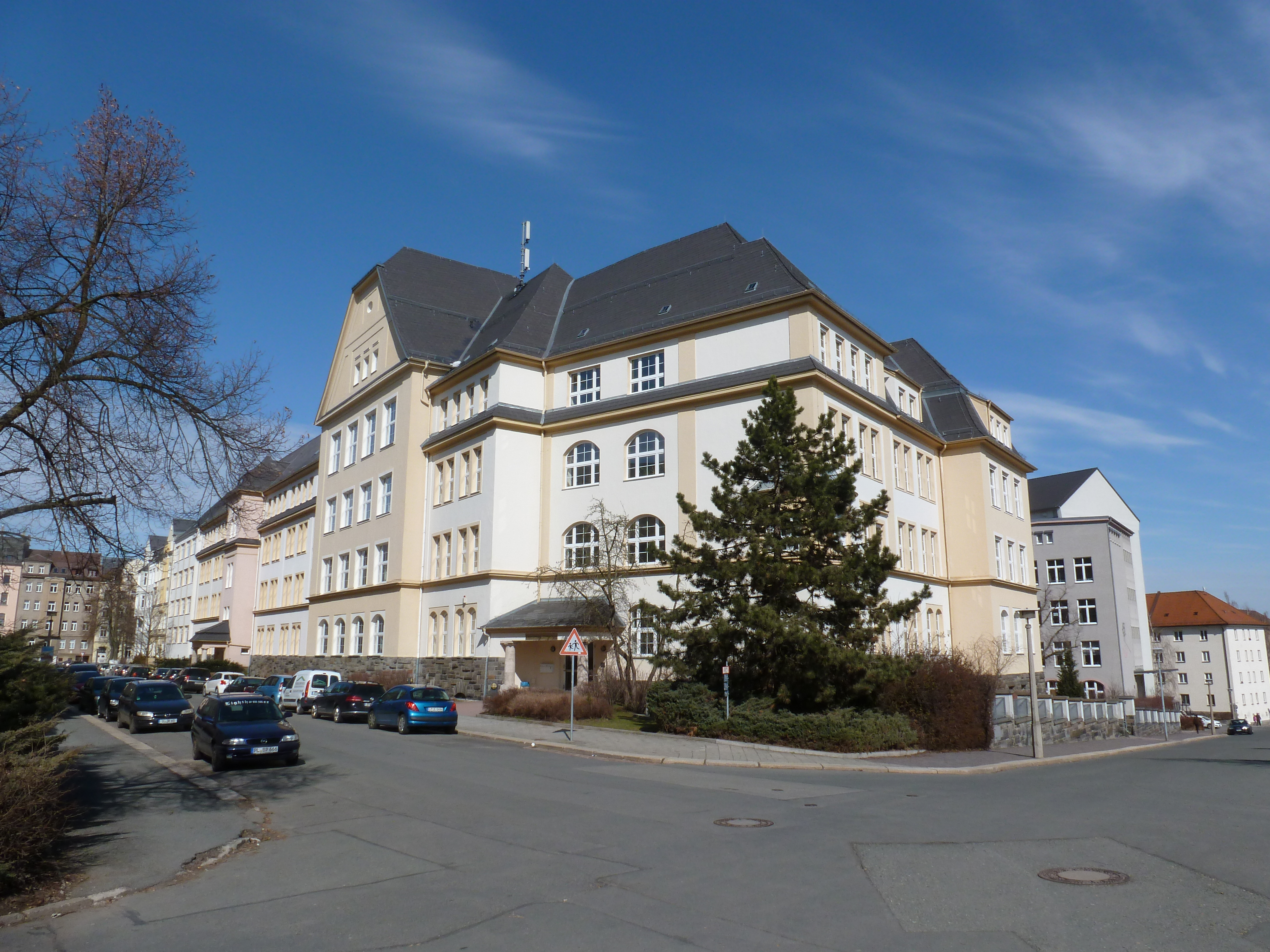
Das Diesterweg-Gymnasium

Der Stadtteil Neundorfer Vorstadt liegt im westlichen Zentrum Plauens und grenzt an acht weitere Stadtteile.
| Syratal           | Bärenstein                                  | Dobenau   |
| Siedlung Neundorf | Kompassrose, die auf Nachbargemeinden zeigt | Altstadt  |
| Straßberg         | Hofer Vorstadt                              | Obere Aue |

Die westliche Grenze des Stadtteils bildet die Bahnstrecke Plauen–Cheb, die südliche Grenze die Weiße Elster. An der nördlichen Grenze befindet sich das Polizeirevier Plauen. Etwa in der Mitte des Stadtteils liegen das Diesterweg-Gymnasium und der Kurt-Helbig-Platz. Während der Norden und der Osten der Neundorfer Vorstadt relativ dicht bebaut sind, prägen hauptsächlich Kleingartenanlagen und einige landwirtschaftliche Nutzflächen den Rest des Stadtteils.

## Öffentlicher Nahverkehr
Die nördliche Grenze des Stadtteils wird durch eine Strecke der Straßenbahn Plauen begleitet, die auf diesem Abschnitt einige Haltestellen besitzt.
Im Westen des Stadtteils existiert der Haltepunkt Plauen West, der von der RB 2 der Vogtlandbahn zwischen Zwickau und Cheb bedient wird. Im Osten des Stadtteils wird die Haltestelle „Siegener Straße“ von den PlusBus-Linien 50 nach Rodewisch und 90 nach Schöneck und Klingenthal angefahren.